# アウン・ソー・モー
ウ・アウン・ソー・モー（ビルマ語: ဦးအောင်စိုးမိုး U Aung Soe Moe、1969年 - ）は、ミャンマーの外交官。ビルマ連邦（当時）の首都ラングーン（現・ヤンゴン）生まれ。ヤンゴン大学出身。1993年からミャンマーの外交官として奉職していたが、2021年にミャンマーで発生したクーデターを受けて、選挙に基かない政権交代を公然と批難して市民的不服従運動（CDM）への参加を表明したことにより、国軍の意向に従ったミャンマー外務省の命令で外交官としての地位を剥奪された。但し、日本国政府からは引き続き駐日外交官として遇されている。

## 経歴
1993年、外務省に入省。ヤンゴンでの本省勤務のほか、在ブラジル大使館、在ベトナム大使館、在スリランカ大使館で在外勤務。
国民民主連盟（NLD）政権時代の2018年、一等書記官として駐日大使館に赴任。アウン・ソー・モーが東京に着任した時点の駐日大使トゥレイン・タン・ズィンはミャンマー国軍士官学校（DSA）および国軍出身の軍人大使であったが、2019年に新たに就任した駐日大使ミン・トゥはNLD政権が任命した文民大使である。
2019年10月22日、皇居正殿松の間で今上天皇の即位礼正殿の儀が執り行われ、アウンサンスーチー国家最高顧問と共にミン・トゥ駐日大使とソー・ハン外務次官も参列した。2020年9月24日、NLD政権によりソー・ハン外務次官が次期駐日大使に任命された。
2021年2月1日、ミャンマーでミン・アウン・フライン国軍司令官がクーデターを敢行してNLDから政権を奪取。かつてNLD政権が任命したソー・ハン大使は国軍の意向に従い、アウン・ソー・モー一等書記官に対してそれまで大使館に飾られていたアウンサンスーチー国家最高顧問とウィンミン大統領の写真を取り外すよう命令した。
3月6日、駐日大使館に勤務するアウン・ソー・モー一等書記官とエインドラ・タン二等書記官は選挙に基づかない政権交代をフェイスブック上で公然と批難し、市民不服従運動（CDM）に合流することを宣言した。なお、アウン・ソー・モーによると、両書記官のCDM合流宣言は事前に示し合わせて動いたのではなく誰にも決断を口外せず決行したと後に述懐している。遅くとも5月20日までに、駐日大使館は軍事政権の正統性に異を唱えたアウン・ソー・モー一等書記官およびエインドラ・タン二等書記官の外交官資格を剥奪した上で、両書記官を大使館敷地内の住居から閉め出した。加えて国軍は日本国政府に対してアウン・ソー・モー一等書記官およびエインドラ・タン二等書記官の在留資格停止を要請したが、日本国政府は国軍の要求を突っぱねて両書記官の外交官としての在留資格を取り消さず引き続き日本滞在を認めている。